# Masacre de Tazón
La Masacre de Tazón ocurrió el 19 de septiembre de 1984 en el peaje de Tazón, Caracas, Venezuela, cuando oficiales de la Guardia Nacional dispararon contra más de doscientos estudiantes del Campus de Maracay de la Universidad Central de Venezuela que se trasladaban en cuatro autobuses hacia una protesta, causando un saldo de al menos de 35 heridos. A pesar del nombre por el cual son conocidos los hechos, ningún estudiante murió. El incidente generó múltiples protestas estudiantiles de diversas universidades del país en contra de la actuación de los cuerpos de seguridad y la exigencia de la renuncia del rector de la universidad, Edmundo Chirinos.

## Antecedentes
Después de ser juramentado como presidente en febrero de 1984, Jaime Lusinchi anuncia en cadena nacional de radio y televisión el 14 de marzo el llamado Plan de Austeridad, que contemplaba la reducción del Estado en un 10 % para enfrentar la delicada situación económica del país después del Viernes Negro en 1983. Edmundo Chirinos, rector de la Universidad Central de Venezuela para entonces, decidió someter a votación en el Consejo Universitario la aplicación de medidas de restricción de gastos apegándose a las políticas del gobierno y siguiendo la línea de otros rectores como los de la Universidad de los Andes, la Universidad Simón Bolívar y la Universidad Nacional Experimental Simón Rodríguez, incluyendo la eliminación de becas, el aumento de la tarifa del comedor universitario a 10 bolívares, el pago de la matrícula y la suspensión de las pasantías.
Al conocer la noticia, un grupo de estudiantes de Agronomía y Veterinaria del núcleo de Maracay realizaron una asamblea ampliada del centro de estudiantes en el aula 6 de la facultad el 18 de septiembre de 1984, donde se decidió el traslado a la Ciudad Universitaria de Caracas, donde el Consejo Universitario sesionaría, con una serie de peticiones a las autoridades, alegando que en diversas oportunidades habían solicitado una audiencia con el rector y se les había negado. La indignación de los estudiantes se había originido porque durante la campaña electoral Chirinos visitó las instalaciones la Facultad de Agronomía y Veterinaria acompañado por Tiburcio Linares, quien más adelante sería el secretario general de la universidad, comprometiéndose a mejorar el comedor de Maracay sin suponer el aumento de la tarifa; después de las elecciones, se llevó a cabo una segunda reunión donde los estudiantes propusieron formas de financiamiento del comedor, pero Chirinos respondió, según declaraciones de los estudiantes ante la prensa, «Yo no vine a discutir las medidas, vine a informarles».

## Desarrollo
Al día siguiente, el 19 de septiembre, el grupo de estudiantes se dirige a la Dirección de Transporte para solicitar el traslado hasta Caracas para protestar contra las medidas como se había acordado en la asamblea; ante la negativa de la petición, fueron tomados cuatro autobuses y más de doscientos estudiantes se dirigieron hacia Caracas. El decano de la facultad, Pedro Vegas, notificó al rector sobre la noticia. Edmundo Chirinos tomó la decisión personal de llamar al viceministro de relaciones interiores Cesáreo Espinal Vásquez y le solicitó que le impidiese el paso de los estudiantes a la capital, sin consultar con sus compañeros o su equipo rectoral. Los autobuses fueron detenidos en la alcabala de la Guardia Nacional en Hoyo de la Puerta y se les indicó a los estudiantes que desalojaran las unidades para ser requisados. Los estudiantes le exigieron el paso al teniente coronel José Vizcuña, y ante la negativa de la Guardia Nacional se realizaron asambleas en cada autobús para decidir si regresarse o continuar hacia Caracas. Dos horas después de ser detenidos, se decidió arrancar los autobuses y romper el cerco impuesto por los militares. Los militares procedieron a disparar contra las unidades, produciendo un saldo de más de 35 estudiantes y tres guardias nacionales heridos. Los estudiantes heridos fueron trasladados al hospital de Coche y al Clínico Universitario.

## Reacciones

### Protestas
Debido a que tres efectivos de la Guardia Nacional resultaron heridos, varios medios de comunicación reseñaron el tiroteo como el resultado de un intercambio de disparos entre estudiantes y militares, acusación de la que los primeros se defendieron:

Nosotros no hemos disparado [...] si algún funcionario de la Guardia Nacional resultó herido de bala, fue por ellos mismos. Ellos disparaban como locos contra los autobuses. por eso estamos dispuestos a someternos a la prueba de la parafina. [...] ahora quieren confundir a la opinión pública señalando que fueron atacados por los estudiantes.

A las cuatro de la tarde un grupo de reunió en el Aula Magna de la universidad para discutir sobre las acciones a tomar. Al presentarse, Chirinos fue recibido con insultos, abucheos, golpes y empujones, exigiéndole una explicación por la actuación. Chirinos alegó que su actuación estuvo apegada a la ley, que su intención no había sido agredir a nadie y que por el contrario buscaba proteger a los «estudiantes inexpertos que venían conduciendo». Lejos de calmar a los presentes, solo indignó más a los estudiantes, quienes le lanzaban las franelas ensangrentadas de los estudiantes heridos y gritaban consignas contra el rector y contra el ministro de Relaciones Interiores Octavio Lepage, quien tuvo que escapar por la salida trasera del aula. Luego de la asamblea en el aula Magna, se produjeron violentos disturbios en la plaza de Las Tres Gracias, donde se quemaron varios vehículos por los protestantes y hubo un enfrentamiento entre ellos y la Policía Metropolitana, donde murió un estudiante y fueron detenidos varios dirigentes estudiantiles por la DISIP.
Por decisión del Consejo Universitario, las actividades docentes y administrativas fueron suspendidas por una semana. La misma noche de los hechos la UCV fue allanada por efectivos de la Guardia Nacional y un grupo comando de la DISIP, quienes penetraron por la plaza de Las Tres Gracias y tomaron la Faculta de Farmacia, los galpones de Ingeniería y el Instituto Anatómico de la Facultad de Medicina.
En Maracay se tomó la avenida El Limón, se paralizó el tráfico hasta el mediodía y se propuso un paro estudiantil como protesta, declarando a Chirinos como persona non grata. En Valencia se produjeron disturbios en los alrededores de la Universidad de Carabobo, donde fueron incendiados dos autobuses y un camión, generando tráfico hasta horas de la tarde. En San Cristóbal estudiantes del núcleo de la Universidad de los Andes (ULA) protestaron toda la mañana contra la Guardia Nacional y el gobierno, instalando barricadas y quemando cauchos, mientras que en Maturín se obstruyeron las entradas y salidas de la Universidad de Oriente de Jusepín. En Mérida la ciudad quedó completamente paralizada por los disturbios estudiantiles de la ULA, quienes quemaron la casa distrital del partido Acción Democrática y apedrearon la sede de la gobernación; la protesta ocasionó varios heridos entre policías, policías y guardias nacionales, además de la suspensión de clases por varios días. En la noche del 20 de septiembre, también se produjeron protestas contra la acción de la Guardia en la parroquia 23 de Enero de Caracas; alrededor de los bloques 5, 6 y 7 del sector de Monte Piedad se incendió un camión de Electricidad de Caracas, ocasionando la toma del lugar por efectivos de la Policía Metropolitana.
Dos días después del tiroteo en Tazón hubo manifestaciones estudiantiles pacíficas en solidaridad con los heridos en diversas ciudades del país, como Maracaibo, Maracay, Barcelona y Maturín. Un grupo de dirigentes estudiantiles de la UCV se reunión con Octavio Lepage y su viceministro Cesáreo Espinal Vásquez, donde también estuvo presente el gobernador de Caracas, Carmelo Lauría, y el comandante de la Policía Metropolitana, Marcos Adolfo Pacheco. En la reunión el gobierno se comprometió a prohibir el uso de las armas de fuego en protestas estudiantiles y exhortó a los gobernadores a dialogar con los estudiantes para llegar a acuerdos sin recurrir a la violencia.

### Reacción gubernamental
El presidente Jaime Lusinchi, al conocer los hechos, señaló:

[...] hay unos cuantos que están tratando de aprovecharse de situaciones de coyuntura para crear problemas de orden público y que no estoy dispuesto a tolerarlos y les voy a enfrentar con toda decisión. (...) lo que pasa en las universidades nacionales es simplemente el represamiento de una distorsión muy grave de la educación nuestra, mas el que agentes subversivos quieran tomar la ocasión para poner a andar sus propósitos, es cosa distinta y los muchachos no deben hacer el papel de tontos útiles.

La declaración del gobierno causó indignación entre los estudiantes, quienes esperaban una reacción distinta, declarando: «No hemos sido tontos útiles ni con propósitos subversivos, sino que atendiendo al mandato de las asambleas universitarias, vinimos a Caracas para entregar al rector de la UCV un pliego de peticiones manteniendo las reinvidicaciones estudiantiles conquistadas...». Octavio Lepage también adjudicó la responsabilidad a grupos de izquierda minoritarios «que no conciben la vida sin la violencia», criticando el ametrallamiento pero considerando que la detención de los autobuses estuvo ajustada al criterio. Por otra parte, el Congreso de la República creó una comisión especial para la investigación de los hechos, integrada por los diputados Nelson Valera, Domingo Alberto Rangel, Douglas Jatem, Anselmo Natale y Paciano Padrón, y al mismo tiempo la Fiscalía General también iniciaba investigaciones.

### Partidos políticos
Varios partidos políticos se pronunciaron sobre los sucesos. Acción Democrática rechazó la actuación de la Guardia Nacional, pero también exhortó a los estudiantes a no caer en el juego de la «ultra izquierda» y de los «agitadores de oficina». COPEI hizo un llamado al gobierno para que aclarase las declaraciones sobre los grupos subversivos involucrados en el tiroteo, solicitando a Chirinos que renunciase al rectorado y asumiera su responsabilidad ante los estudiantes y el país. Los partidos de izquierda, incluyendo al Movimiento al Socialismo, el Movimiento de Izquierda Revolucionario, el Movimiento Electoral del Pueblo y Nueva Alternativa, algunos de los cuales apoyaron a Chirinos durante la campaña electoral, condenaron la actuación de la Guardia, las declaraciones del presidente y las acciones del rector, pero declararon que exigir la renuncia de Chirinos constituía un error político al considerar que la universidad podía ser intervenida por el gobierno ante el vacío de poder que dejaría. El Partido Comunista y la Liga Socialista anunciaron la ruptura con la gestión de Chirinos y plantearon la necesidad de su renuncia, objetando su conducta no solo por su actuación ante los hechos de razón sino también por su estrecha vinculación con el gobierno, considerando que había traicionado los principios de la izquierda al asociarse con el gobierno y tomar decisiones universitarias sin consultar a las fuerzas políticas que lo apoyaron.

### Profesores
A pesar de que el equipo rectoral de Chirinos apoyaba su decisión, sosteniendo que había actuado acorde a la legalidad en vista de que los estudiantes habían secuestrado los autobuses, un grupo de sesenta y cuatro profesores, incluyendo a Nora Castañeda y a Simón Sáez Mérida y de los cuales la mayoría se habían pronunciado a favor de la elección de Chirinos durante la campaña, publicaron un comunicado solicitando su renuncia bajo los siguientes argumentos:

Por primera vez en la historia de la universidad, un rector elegido democráticamente recurre a los organismos de fuerza extrauniversitaria, para resolver los conflictos en la comunidad ucevista. Esta actitud pone de manifiesto su absoluta incapacidad para manejar los destinos de la universidad. Todo lo anteriormente expuesto nos conduce a exigirle de la manera más responsable [...] al doctor Edmundo Chirinos su renuncia irrevocable al rectorado de la UCV [...]

Los presos políticos del cuartel San Carlos emitieron un comunicado de prensa repudiando la acción de Chirinos, de la Guardia Nacional y del gobierno al intentar desvirtuar la agresión, solidarizándose con los estudiantes:

Hacemos llegar nuestra palabra de solidaridad y aliento a todos los estudiantes venezolanos, a la vez que llamamos a sumar voces al repudio por la agresión de que estos fueron objeto. Debe impedirse a toda costa la maniobra tergiversadora que pretender presentar los hechos como resultado de supuestas actividades de corte subversivo, cómoda y manida excusa a la que permanentemente recurren los voceros gubernamentales para esquivar la responsabilidad y ocultar la realidad

Edmundo Chirinos declaró que la acción de la Guardia Nacional había sido desmedida, defendiéndose diciendo que en un solo trimestre su gestión había sido la más exitosa en la historia de la universidad, considerando injusta que se le condenara por el incidente. En sus primeras declaraciones admitió haberse equivocado al decidir de manera personal comunicarse con el ministerio, pero alegó no imaginarse la actuación de los militares debido a las buenas relaciones que mantenía con los cuerpos.

## Consecuencias
Chirinos presentó su renuncia ante el Consejo Universitario al día siguiente de los sucesos de Tazón, intentando renunciar su equipo rectoral junto a él, la cual fue rechazada. Dicha negativa fue vista tanto por estudiantes como por empleados como una maniobra de las autoridades universitarias para empeorar las condiciones de su salida. Los estudiantes exigían que en lugar de renunciar fuese destituido por el Claustro Universitario o por el Consejo Nacional de Universidades (CNU). Después de varios días de presiones ejercidas por la comunidad universitaria, Chirinos presentó formalmente una renuncia temporal, la cual esta vez fue aceptada por el Consejo Universitario. Antes de que se conocieran los resultados de un referéndum para determinar el destino de Chirinos, el mismo se reincorporó a su cargo, hecho que no fue bien recibido por los estudiantes de Maracay, y quienes tomaron la entrada del núcleo, planteando la realización de un paro de tres días. Los resultados de la consulta dieron como ganadora la opción del «no» a la renuncia de Chirinos con una cifra de casi cuatro mil votos de cinco mil doscientes alumnos consultados. Los estudiantes de Maracay tuvieron que reconocer los resultados y retractar su decisión de desconocer a Chirinos como su rector.